# Vallée de Herher
Herheri Dzor plus communément appelé Jardi Dzor est un canyon du Marz de Shirak en Arménie, situé à environ 20 kilomètres au nord-est de Gyumri, à travers le col de Jajur , à 3 km du village de Jajur. Dans la région de Pambak, on l'appelle aussi vallée Hzazi ou Hazazi. C'est l'un des nombreux endroits du territoire de l'actuelle République d'Arménie où les Turcs ont perpétré des massacres massifs d'Arméniens pendant la guerre arméno-turque.

## Les massacres de 1920
Le 20 mai 1918, les Turcs s'emparèrent du village de Jajur, dont la population, ainsi que celle des provinces d'Alexandropol et de Gharakilisa, fut massacrée dans la vallée. En novembre 1920, les troupes de Mustafa Kemal commencèrent à massacrer la population, à la suite duquel environ 12 000 personnes provenant d'une cinquantaine de villages furent tuées. Les Turcs ont amené plusieurs civils dans cette vallée les ont intégralement massacrés. Plusieurs milliers de civils d'Alexandropol, ont été massacrés ainsi que des villages de la province de Gharakilisa (actuel Vanadzor), principalement des femmes et des enfants ,.
Une fontaine commémorative a été placée dans la vallée de Herher à la mémoire des victimes du Génocide en 1968, et en 1980 un khachkar commémoratif "Kamk" a également été installé.
Le 24 avril, les habitants se rassemblent dans la vallée de Herher pour honorer la mémoire des victimes du Génocide, où ils déposent des fleurs près du khachkar et de la fontaine commémorative.

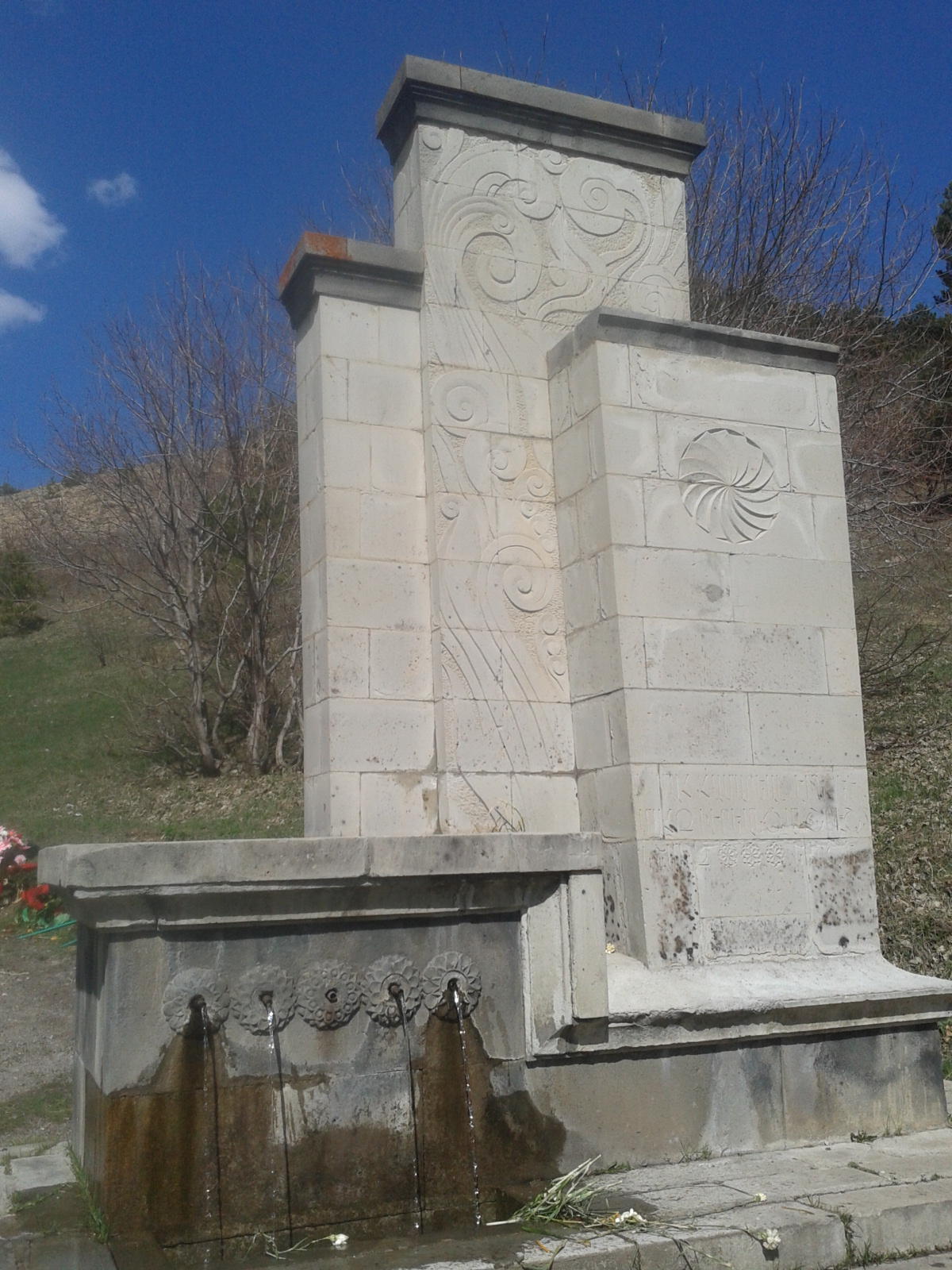
Mémorial aux victimes du Génocide
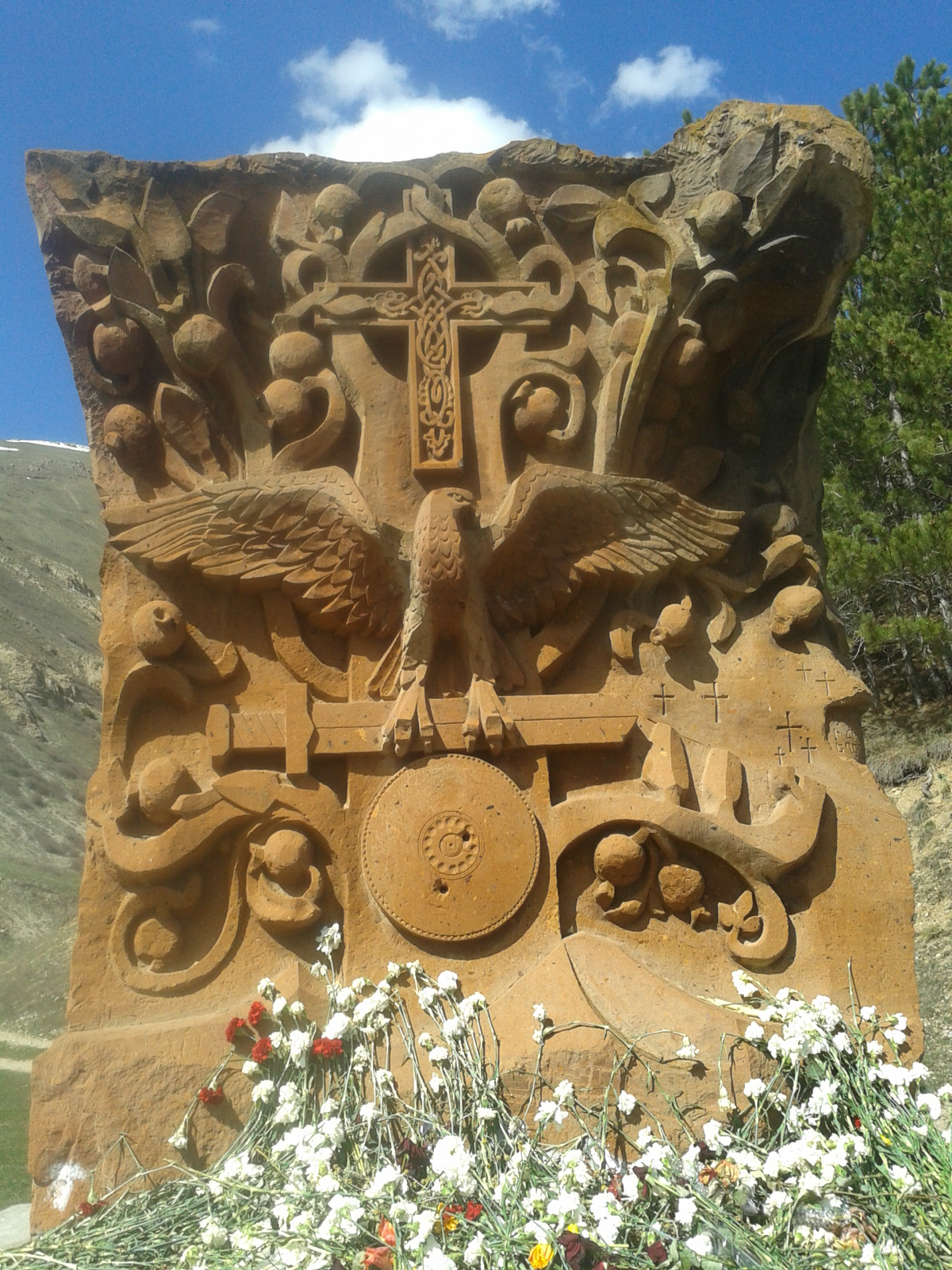
Mémorial "Volonté"
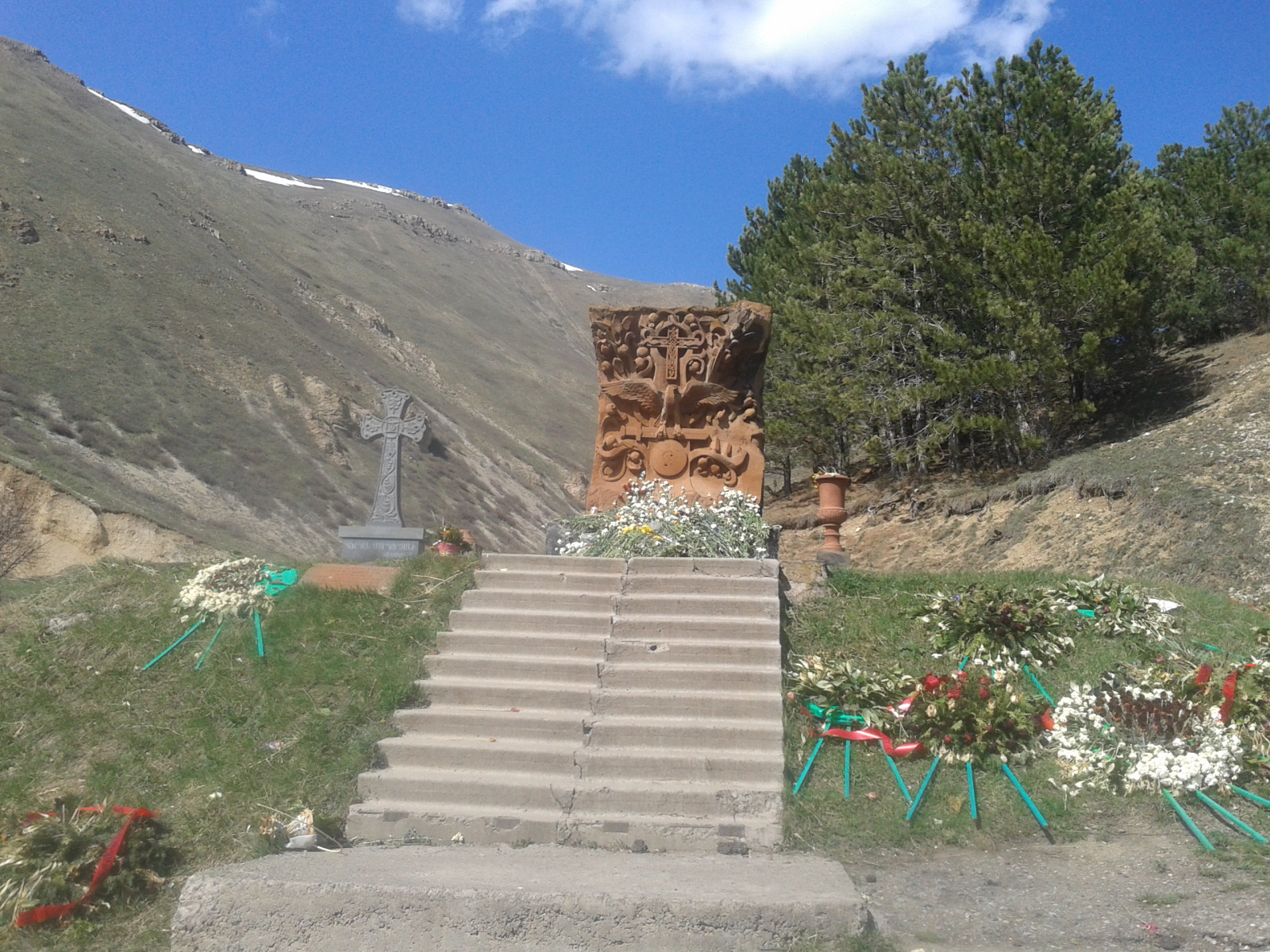
Couronnes à la mémoire des victimes du Génocide